# Славкино (Самарская область)
Славкино — село в Сергиевском районе Самарской области. Входит в сельское поселение Кутузовский.

## География
Расположено на крайнем севере района, у южного берега Кондурчинского водохранилища в 35 км к северу от Сергиевска и в 135 км к северо-востоку от Самары. Село вытянуто с юга на север вдоль ручья.
К селу с юга (через посёлок Кутузовский) подходит подъездная дорога от автодороги Суходол (М5) — Челно-Вершины. От села на восток отходит тупиковая дорога к посёлку Шаровка.
Вблизи села ведётся добыча нефти (Южно-Золотарёвское месторождение).

## Население
| 2008 | 2010 |
| ---- | ---- |
| 50   | ↘47  |